# Kirsten Olesen

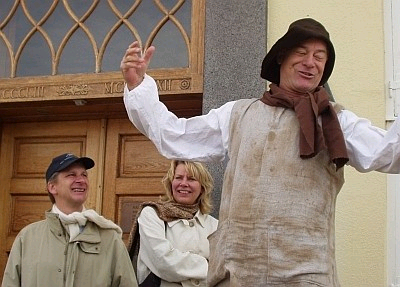
Kirsten Olesen in der Bildmitte (Hintergrund) mit Henrik Koefoed links und im Vordergrund Niels Andersen, 2004.

Kirsten Olesen (* 10. Mai 1949 in Aarhus, Dänemark) ist eine dänische Schauspielerin.

## Leben
Nach ihrem Schulabschluss an der Horsens Statsskole bewarb sich Olesen ursprünglich an der Pädagogischen Hochschule für ein Studium. Mit ihrer Ablehnung begab sie sich zur Schauspielschule des Odense Teater, wo sie 1971 erfolgreich ein Studium abschließen konnte. Nach einem Jahr zog sie nach Kopenhagen, wo sie auf mehreren Theaterbühnen war, bevor seit 1979 festes Ensemblemitglied des Det Kongelige Teater ist.
Ihren Durchbruch beim Film feierte sie in der von 1978 bis 1982 ausgestrahlten Fernsehserie Die Leute von Korsbaek. In 23 von 24 Folgen war sie als Hausmädchen Agnes zu sehen. Neben Filmen wie Haus der Dunkelheit und Albert und der große Rapollo war sie auch in den von Lars von Trier inszenierten Filmen Bilder der Befreiung und Medea zu sehen.
Olesen war von 1997 bis zu dessen Tod im Jahr 2013 mit dem dänischen Gitarristen Ole Ousen verheiratet.

## Preise und Auszeichnungen
Mehrfach wurde sie für ihre Theaterleistungen ausgezeichnet, darunter auch mit dem Teaterpokalen, dem Henkel-prisen und nach einer Nominierung als Beste Nebendarstellerin im Jahr 2012 für ihre Darstellung in Henrik Ibsens Gespenster als Beste Hauptdarstellerin mit dem renommierten Theaterpreis Reumert.
Ihre erste nationale Filmauszeichnung erhielt sie 1979 mit ihrer Darstellung der Kirsten in Bille August inszenierten Drama Flitterwochen, als sie als Beste Hauptdarstellerin mit einem Bodil ausgezeichnet wurde. Außerdem wurde sie bisher zwei Mal als Beste Nebendarstellerin mit einem Robert ausgezeichnet, jeweils für ihre Rollen in Elise und Springflut.
Olesen wurde 1988 zum Ritter des Dannebrogorden geschlagen. Nachdem sie 1997 zum Ritter 1. Grades ernannt wurde, trägt sie seit 2008 den Titel eines Kommandeurs des Dannebrogorden.

## Filmografie (Auswahl)
- 1978: Flitterwochen (Honning måne)
- 1978–1982: Die Leute von Korsbaek (Fernsehserie, 3 Folgen)
- 1982: Bilder der Befreiung (Befrielsesbilleder)
- 1984: Haus der Dunkelheit (Min farmors hus)
- 1985: Elise
- 1988: Medea
- 1990: Springflut (Springflod)
- 1998: Albert und der große Rapollo (Albert)
- 2004: In deinen Händen (Forbrydelser)
- 2007: Der verlorene Schatz der Tempelritter II (Tempelriddernes skat II)
- 2007: Daisy Diamond
- 2008: Grisen
- 2014: Die Erbschaft (Arvingerne, Fernsehserie, fünf Folgen)
- 2015: Die Brücke – Transit in den Tod (Broen, Fernsehserie, eine Folge)
- 2018: Wildhexe (Vildheks)
- 2021: As in Heaven (Du som er i himlen)